# SYSCAD
SYSCAD ist eine 2D-CAD-Zusatzsoftware für Autodesk AutoCAD und wird von der deutschen Firma SYSCAD TEAM GmbH entwickelt.

## Zweck
Mit der Zusatzprodukt SYSCAD werden im AutoCAD sehr einfach Fenster, Türen und Fassaden aller führenden europäischen Profilsystemlieferanten gezeichnet und mit Stücklisten ausgewertet. 
SYSCAD wird bei Fassadenplanern und Metallbauern eingesetzt. Im Bereich Schlosserei und Metallbau wird SYSCAD in Verbindung mit dem kostenlosen Profilsystem STAHL/ALU/HOLZ für das Konstruieren von Geländern, Podesten oder Unterkonstruktionen für Aufsatzfassaden verwendet. Hier sind ebenfalls Stücklisten möglich.

## Verbreitung, Plattform
Die Software ist europaweit im Einsatz und wird über örtliche Fachhändler verkauft, die zusätzlich auch die Schulung und die Betreuung der Anwender übernehmen. 
In diversen Fachzeitschriften für die Metallbau/Holzbau-Branche wird regelmäßig über die Software berichtet.
Verfügbar für:
- Basissoftware: AutoCAD 2002 bis 2013
- Betriebssystem: Windows XP Prof, Vista, Vista 64, Win7 und Win7 64

## Geschichte
Die erste Version der Software wurde im Jahr 1989 im Hause des Profilsystem-Lieferanten W. HARTMANN & Co. fertiggestellt. Das Entwicklungszentrum dieser Firma war in Nürnberg angesiedelt. SYSCAD war bis 2001 nur für die Profilsysteme der Fa. W. HARTMANN & Co. verfügbar. Durch die Fusion von Hueck und W. HARTMANN & Co. ab diesem Zeitpunkt auch für die Profilsysteme beider Firmen. Nach der Schließung des Entwicklungszentrums im Jahre 2003 konnten die Entwickler alle Rechte an dem Programm übernehmen und für alle anderen Profilsysteme öffnen.